# اتصالات (سازه)
اتصالات فولادی (به انگلیسی steel connection) مبحثی در علم مهندسی عمران گرایش سازه است که جهت متصل کردن اجزاء سازه نظیر تیرهای اصلی به ستون یا تیرهای فرعی به تیرهای اصلی یا مهاربندها به ستون یا ستون به پی (فونداسیون) به کار می‌رود؛ که با انجام این اتصالات و جزئیات، سازه به واحد یکپارچه ای تبدیل می‌شود. در صورت عدم طراحی و اجرای نامناسب اتصالات و جزئیات کارآمد، ایمنی لازم را برای ساختمان در برابر نیروهای قائم و جانبی زلزله نمی‌توان برقرار کرد. از اتصال تیر و ستون قاب (به انگلیسی Frame) تشکیل می‌گردد.

## معرفی انواع اتصال ستون به فونداسیون
1. اتصال مفصلی یا ساده
2. اتصال نیمه صلب
3. اتصال صلب

## معرفی انواع اتصال گیردار تیرها به ستونها
1. اتصال کله گاوی(WFP):یکی از قدیمی‌ترین اتصالات فولادی از نوعی جوشی تأیید شده توسط آیین نامه فولاد ایران مبحث ۱۰ می‌باشد. این اتصال تنها اتصال پیش تأیید شده ایی می‌باشد که در استاندارد AISC358 ذکر نشده‌است. اجزای آن ورق‌های روسری و زیر سری و ورق اتصال جان می‌باشد. وظیفه ورقهای روسری و زیرسری مقاومت در مقابل لنگر بر ستون می‌باشد. وظیفه ورق اتصال جان مقاومت در برابر برش بر ستون می‌باشد. ورق‌های روسری و زیر سری باید با جوش گوشه به بال تیر و با جوش نفوذی به بال ستون متصل شوند. معمولاً ورق‌های زیر سری در کارخانه به بال ستون‌ها متصل می‌شوند و امکان حصول جوش شیاری با ϕ=۱ برای آن امکان‌پذیر است اما ورق روسری در کارگاه به بال ستون جوش می‌شود و کیفیت جوش پایین‌تری دارد و در نتیجه نیاز به طول جوش بیشتری برای آن داریم و در نتیجه ورق روسری در محل اتصال به ستون باید کمی پهن‌تر باشد که این امر شکلی کله گاوی به ورق روسری می‌دهد.[۱]
2. اتصال مستقیم تیر با مقطع کاهش یافته(RBS):از اتصالات دیگر از پیش تایید شده در استاندارد AISC 358 و مبحث دهم آیین نامه ایران میتوان اتصال گیردار تیر با مقطع کاهش یافته(RBS) را نام برد.از این نوع اتصال میتوان در قابهای خمشی ویژه ، متوسط و کم استفاده کرد.در این نوع اتصال بخش هایی از بالهای تیر در ناحیه مجاور اتصال تیر به ستون بریده میشود.هدف این است که تسلیم و تشکیل مفصل پلاستیک به عنوان اولین خرابی عمدتا در مقطع کاهش یافته تیر روی دهد.برای اینکه اتصال پیش پذیرفته باشد باید حتما بالها به صورت کمان بریده شود زیرا آزمایشات پیش پزیرفتگی برای این حالت صورت گرفته است.[۲]
3. اتصال فلنجی یا ورق انتهایی(END PLATE): اتصال بعدی گیردار پیش پذیرفته در استاندارد AISC 358 و مبحث دهم آییین نامه ایران ، اتصال فلنجی یا ورق انتهایی یا end plate میباشد.این اتصال در قاب های خمشی ویژه ، متوسط و کم کاربرد دارد.این اتصال از جوش دادن تیر به یک ورق انتهایی و پیچ کردن ورق انتهایی به بال ستون ایجاد میشود.این اتصال دارای 3 نوع مختلف میباشد.نوع اول اتصال فلنجی 4 پیچ بدون ورق لچکی نوع دوم اتصال فلنجی 4 پیچ با ورق لچکی نوع سوم اتصال فلنجی 8 پیچ با ورق لچکی.اتصال بال تیر به ورق انتهایی با جوش شیاری با نفوذ کامل و اتصال جان تیر به ورق انتهایی باید از نوع جوش شیاری با نفوذ کامل یا جوش گوشه باشد.پیچ های متصل کننده ورق انتهایی به بال ستون باید از دسته پیچ های پر مقاومت باشد.متاسفانه امکان اجرای این اتصال با ستونهای باکس وجود ندارد.[۳]
4. اتصال پیچی به کمک ورق‌های روسری و زیر سری(BFP): اتصال بعدی پیش تایید شده در استاندارد AISC 358 و مبحث دهم ایین نامه ایران اتصال پیچی به کمک ورق های روسری و زیرسری(BFP) است.این اتصال در قاب های خمشی ویژه ، متوسط و کم قابل استفاده میباشد.در این نوع اتصال ورق های روسری و زیر سری با جوش شیاری با نفوذ کامل (cjp) به بال ستون و به وسیله پیچ های پر مقاومت 10.9 به بال های تیر متصل میشوند.پیچ ها در روی بال تیر در دو ردیف به صورت قرینه حول محور تیر قرار می گیرند. برای اتصال جان تیر به ستون از ورق تکی جان استفاده میشود.این ورق با استفاده از پیچ به جان تیر با سوراخ های لوبیایی کوتاه افقی و با استفاده از جوش شیاری یا جوش گوشه دو طرفه به بال ستون وصل میشود.[۴]
5. اتصال گیر دار تقویت نشده جوشی (WUF-W): اتصال بعدی  پیش تایید شده در استاندارد AISC 358 و مبحث دهم ایین نامه ایران اتصال گیردار تقویت نشده جوشی WUF-W است.این اتصال در قاب های خمشی ویژه ، متوسط و کم قابل استفاده میباشد.محل مفصل پلاستیک در بر ستون میباشد و ناحیه حفاظت شده برابر عمق مقطع تیر از بر ستون قرار دارد.حتما باید سوراخ دسترسی برای آن تعبیه شود.هم بال و هم جان تیر به ستون جوش داده میشود.[۵]